# Wrakvissen
Wrakvissen (Polyprionidae) vormen een familie van vissen die tot de orde van baarsachtigen (Perciformes) behoren. Het zijn zoutwatervissen die in de diepzee leven, voornamelijk op de bodem van de oceaan waar ze grotten en scheepswrakken (waar de naam vandaan komt) bewonen.

## Geslachten
Volgens FishBase bestaan er zes soorten in twee geslachten:
- Polyprion Oken (ex Cuvier), 1817
- Stereolepis